# Jules Gratier

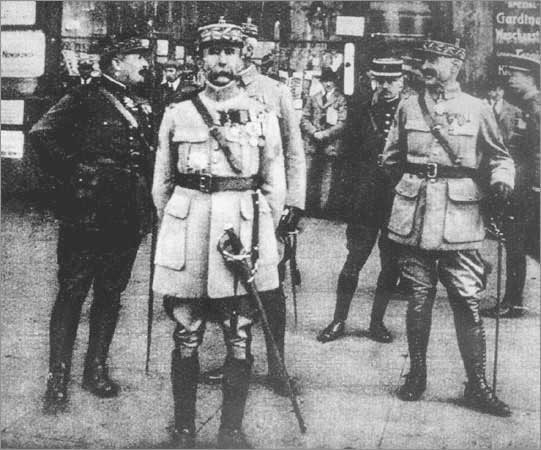
Henri Le Rond (Vorne) und Jules Gratier (rechts?)

Jules Victor Gratier (* 25. Juni 1863 in Barraux, Département Isère; † 23. September 1956 in La Tronche, Département Isère) war ein französischer Generalleutnant und Oberbefehlshaber der interalliierten Truppen in Oberschlesien.

## Leben
Er besucht die Kriegsschule und durchläuft verschiedenste Einheiten und Kommandos in Frankreich. Während des Ersten Weltkrieges avanciert Gratier zum Kommandeur der 46. Inf.-Division. 1920 wurde er Oberbefehlshaber der interalliierten Truppen in Oberschlesien.
Der Interalliierten Regierungs- und Plebiszitskommission für Oberschlesien („C.I.H.S.“; französisch Commission Interalliée der Haute Silésie) unter Leitung des französischen Generals Henri Le Rond unterstanden französisch-italienisch-britische Truppen von etwa 13.000 bis 22.000 Soldaten. Davon stellten die Franzosen mit Abstand die meisten Truppen mit dem Oberbefehlshaber General Jules Gratier.
1925 wurde Gratier in die Reserve versetzt.

## Auszeichnungen
- Großoffizier der Ehrenlegion vom 28. Dezember 1924
  - Ritter der Ehrenlegion vom 25. Dezember 1899
  - Offizier der Ehrenlegion vom 30. Dezember 1914
  - Kommandeur der Ehrenlegion vom 18. April 1918
- französische Kriegskreuz (1914–1918) mit drei Palmzweigen
- belgische Kriegskreuz
- polnisch Silbernes Kreuz Orden Virtuti Militari[5]
- Croix des T.O.E. mit einem Palmzweig
- Médaille Interalliée de la Victoire
- Médaille Commémorative de la Grande Guerre